# Javier Agirre Erauso
Javier Agirre Erauso (Irun, 31 de març de 1975) és un director de fotografia basc.

## Biografia
Va cursar estudis de Tècnic en Electrònica de Comunicacions en l'Institut Bidasoa d'Irun i posteriorment, va estudiar a l'Escola d'Imatge i So d'Andoain (ESCIVI) les especialitats de Tècnic en Imatge i So i Direcció de fotografia. Des que va començar a treballar, ha participat en innombrables projectes tant en llargmetratges com curtmetratges, així com realitzant espots publicitaris i videoclips.

## Premis i candidatures

### Premis Goya
| Categoria         | Any  | Pel·lícula            | Resultat  |
| ----------------- | ---- | --------------------- | --------- |
| Millor fotografia | 2018 | Handia                | Guanyador |
| Millor fotografia | 2019 | La trinchera infinita | Nominat   |

## Filmografia
- 2024 Marco, la verdad inventada (fotografia)
- 2019 Ventajas de viajar en tren (fotografia)
- 2019 La madre de Mateo (fotografia)
- 2019 La trinchera infinita (fotografia)
- 2018 Destierros (fotografia)
- 2018 Oreina (Ciervo) (fotografia)
- 2018 Dantza (fotografia)
- 2017 Tarde para el recreo (fotografia)
- 2017 Handia (fotografia)
- 2016 Kalebegiak (fotografia)
- 2016 Acantilado (fotografia)
- 2015 Amama (fotografia)
- 2014 Loreak (fotografia)
- 2013 Cólera (fotografia)
- 2013 El método Arrieta (fotografia)
- 2011 Urrezko eraztuna (fotografia)
- 2011 Urteberri on, amona! (fotografia)
- 2011 En la casa del Nazareno (fotografia)
- 2011 Bi anai (fotografia)
- 2011 La calma (fotografia)
- 2011 Bucle (fotografia)
- 2010 Dragoi ehiztaria (fotografia)
- 2010 80 egunean (fotografia)
- 2010 Carta a Julia (fotografia)
- 2009 Asämara (fotografia)
- 2009 Sukalde kontuak (fotografia)
- 2008 On the line (fotografia)
- 2008 Go!azen (fotografia)
- 2008 Cotton Candy (fotografia)
- 2007 Eutsi! (fotografia)
- 2007 Lucio (fotografia)
- 2007 Koldobika Jauregi (fotografia)
- 2007 Cámara negra (fotografia)
- 2007 El tiempo prestado (fotografia)
- 2006 Skizo (fotografia)
- 2005 Aupa Etxebeste! (fotografia)
- 2005 El relevo (fotografia)
- 2004 Euskal pilota. Larrua harriaren kontra (fotografia)
- 2004 Sahara Marathon (fotografia)
- 2004 Portal mortal (fotografia)
- 2004 Amuak (fotografia)
- 2003 The dragon house (fotografia)
- 2003 Sabor a menta (fotografia)
- 2002 El secreto de Bután (fotografia)
- 2002 Anabel duerme (fotografia)
- 2002 Tercero B (fotografia)
- 2002 Macula (fotografia)
- 2002 La penúltima puerta (fotografia)
- 2002 Hilotza (fotografia)
- 2001 Buenas noches, papá (fotografia)
- 2001 Making of (fotografia)
- 2001 La pescadilla que se muerde la cola (fotografia)
- 2001 Ilbera (fotografia)